# Ephraim Chambers

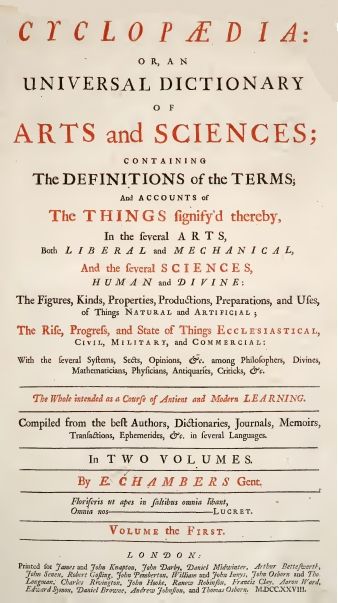
Voorblad van Ephraim Chambers' "Cyclopaedia" uit 1728

Ephraim Chambers (1680 – 15 mei 1740) was een Engelse schrijver en encyclopedist die vooral bekend is om zijn Cyclopaedia, (or Universal Dictionary of Arts and Sciences).  
- Bibliothèque nationale de France: cb131772531 (data)
- Catàleg d'autoritats de noms i títols de Catalunya: 981058515873806706
- CiNii: DA02511984
- Stuttgart Database of Scientific Illustrators 1450–1950: 11458
- Gemeinsame Normdatei: 123973716
- International Standard Name Identifier: 0000 0001 2125 3582
- Library of Congress Control Number: n81125389
- Bibliotheek van het Japanse parlement: 00743407
- Nationale bibliotheek van Australië: 35977501
- Nationale Bibliotheek van Israël: 987007314403605171
- Nederlandse Thesaurus van Auteursnamen: 183664574
- SNAC: w65436xg
- Système universitaire de documentation: 072230371
- Trove: 1170857
- Union List of Artist Names: 500248318
- Virtual International Authority File: 27206124
- WorldCat: E39PBJqfMYqVPkMFp8H4KtjV4q